# Wesoła
Pour les articles homonymes, voir Wesoła (homonymie).
Wesoła est un arrondissement de Varsovie situé à l'Est de la ville. Wesoła a été une ville indépendante jusqu'en 2001 quand elle a été fusionnée à Varsovie par la suite d'un appui considérable de la population. L'arrondissement a cependant conservé une atmosphère de banlieue.